# Wydundra moondarra
Wydundra moondarra är en spindelart som beskrevs av Norman I. Platnick och Baehr 2006. Wydundra moondarra ingår i släktet Wydundra och familjen Prodidomidae.
Artens utbredningsområde är Queensland. Inga underarter finns listade i Catalogue of Life.